# Быков, Николай Александрович
Николай Александрович Быков (8 июня 1947, Ольгино, Москаленский район (ныне — Полтавский район), Омская область, СССР —14 сентября 1994, Россия) — советский футболист, защитник.

## Биография
Воспитанник омского футбола.
В 1967—1968 годах играл во второй группе класса «А» за омский «Иртыш». 1969 год провёл в составе команды первой группы класса «А» «Зенит» Ленинград; сыграл 9 матчей в чемпионате и один — в Кубке СССР. По окончании сезона вернулся в «Иртыш», где до конца карьеры играл в течение семи лет, был капитаном и одним из лидеров команды. Всего за «Иртыш» провёл 285 матчей, забил 9 голов.
С 1977 года работал в органах внутренних дел. Участвовал в возрождении динамовского футбола Омска. Погиб от рук преступников в сентябре 1994 года в возрасте 47 лет.
Похоронен на Ново-Южном кладбище.